# Le Pouvoir (roman)
Pour les articles homonymes, voir Le Pouvoir.
Le Pouvoir (The Power) est un roman dystopique de science-fiction féministe de Naomi Alderman publié en 2016 au Royaume-Uni et en 2018 en France. Débutant comme un conte sur la prise de pouvoir par les femmes, le roman s'assombrit et interroge la notion de pouvoir et ses abus.
Le Pouvoir a remporté le Baileys Women's Prize for Fiction en 2017.

## Résumé
Le roman se présente comme un récit historique écrit dans plusieurs millénaires par Neil Adam Armon, qui interroge l'origine de la domination féminine du monde et suppose, à la risée de sa correspondante, que jadis le monde était patriarcal.
À la suite d'une mutation génétique, les femmes découvrent qu'elles ont un pouvoir électrique : elles « ont le pouvoir de faire fondre le métal, d’amalgamer les percuteurs avec le conduit des canons, de faire frire les systèmes électroniques des véhicules », ainsi que de blesser voire tuer des gens. Cela commence par quelques adolescentes, dont les vidéos des exploits deviennent virales sur Internet, puis cela s'étend à presque toute la population féminine. Elles apprennent à maîtriser ce pouvoir et à en mesurer les effets. Les hommes commencent à changer de trottoir quand ils croisent des adolescentes, des écoles non-mixtes s'ouvrent pour protéger les garçons. Les femmes victimes d'agressions commencent à se venger, des révolutions féminines éclatent à Riyad ou New Delhi.
Pour certaines, ce pouvoir est une intervention divine. De nouveaux cultes se créent, affirmant que Dieu est féminine. Un couvent sert de sanctuaire à des femmes ayant récemment pris la pleine mesure de leur puissance. Les armées féminines mettent en valeur l'agressivité féminine, les agressions sexuelles sur les hommes se multiplient. De nouvelles drogues permettent d'exacerber le pouvoir.

## Personnages principaux
Le récit s'articule autour de quatre personnages principaux :
- Allie est une adolescente américaine abusée sexuellement par son beau-père, qui se réinvente, sous le nom de « Mère Ève », en prophétesse d'une nouvelle religion.
- Roxy est la fille d'un gangster de Londres qui part à la recherche des assassins de sa mère[7].
- Tunde est un journaliste Nigérian qui décide de couvrir les évènements extraordinaires, et qui est confronté à la difficulté de devenir le « sexe faible ».
- Margot est l'ambitieuse mairesse d'une petite ville des États-Unis qui découvre que le pouvoir vient de la force plus que de l'autorité[5].

## À propos du livre
Le Pouvoir est construit autour de la question suivante : à quoi ressemblerait le monde si les femmes n'avaient plus peur des hommes et que ceux-ci se mettaient à craindre les femmes ? Le sujet a déjà été abordé, notamment dans l'utopie féministe Herland (1915) de Charlotte Perkins Gilman. Le Pouvoir a cependant l'originalité de ne pas être utopique : la violence des rapports de domination persiste et se transforme.
Alors que la moitié de l'humanité panique à l'idée de voir dépossédé du pouvoir, l'autre moitié s'interroge sur la façon d'utiliser sa nouvelle puissance : que faire du pouvoir, que se passe-t-il quand on l'obtient, et combien de temps s'écoule-t-il avant que cette puissance vous corrompe ? Le Pouvoir emprunte certaines de ces questions au genre du super-héros,. Cette inversion ne se passe d'ailleurs pas sans heurts : des armées masculines se créent afin de retrouver leur statut perdu.
La domination féminine s'appuie notamment sur la religion. Mère Ève, investie d'une mission par une mystérieuse voix qu'elle entend, déclare ainsi : « ils ont dit que les hommes ont le contrôle sur les femmes comme Jésus a la contrôle sur l'Église. Je vous dis que les femmes ont le contrôle sur les hommes comme Marie a guidé son fils, avec gentillesse et amour. »
Alderman aborde également la question de la sexualité : les pratiques sexuelles et la pornographie évoluent, intégrant de nouvelles manières électriques d'avoir du plaisir.
Finalement, les femmes décident d'anéantir le pouvoir masculin, quitte à faire régresser l'humanité de 5 000 ans, et de réinventer une humanité débarrassée du fardeau de la virilité et du masculinisme : ce récit des origines (de la nouvelle humanité) est donc incroyable pour les nouvelles femmes oublieuses de leur passé.

### Influences
Le Pouvoir, dans son évocation d'un groupe de femmes, peut évoquer le travail de Margaret Atwood, qui a été la mentore d'Alderman. Atwood a d'ailleurs suggéré l'idée du couvent. On peut ainsi lire Le Pouvoir comme l'inverse de La Servante écarlate, qui dépeint une société totalitaire dirigée par des hommes.
Le roman est d'ailleurs dédié à l'écrivaine ainsi qu'au romancier Graeme Gibson, le mari d'Atwood ; et Alderman remercie Atwood, Karen Joy Fowler et Ursula K. Le Guin.

## Réception critique
Le roman est globalement très bien accueilli par la critique (L'Express, The New York Times , etc.) et qualifié de « classique immédiat de la science-fiction »,.
Pour Justine Jordan (The Guardian), Le Pouvoir « est conçu comme un thriller effronté, captivant et addictif », tout en soulevant des questions riches et subtiles. Pour Ron Charles (The Washington Post) c'est une « œuvre féministe essentielle, qui terrifie et illumine, enrage et encourage. » Pour Fabien Deglise (Le Devoir), « le pouvoir de ce roman tient dans l’harmonie littéraire orchestrée par Naomi Alderman qui détourne la réalité changeante des pouvoirs sans jamais sombrer dans les transpositions prévisibles et faciles ou les excès douteux. »
Il fait partie des 10 meilleurs livres de 2017 pour The New York Times. De façon plus anecdotique, le livre figure en haut de la liste des meilleurs romans de 2017 pour Barack Obama.

## Éditions
- (en) Naomi Alderman (ill. Marsh Davies), The Power : a novel, Royaume-Uni, Viking Press, 2016, 400 p. (ISBN 978-0-316-54761-1).
- Naomi Alderman (trad. Christine Barbaste), Le Pouvoir, Paris, Calmann-Lévy, 3 janvier 2018, 400 p. (ISBN 978-2-7021-6340-5 et 2-7021-6340-8).

## Adaptation
Naomi Alderman a reçu plus d'une dizaine de propositions d'adaptations pour son roman. La productrice Jane Featherstone (en), fondatrice de la société de production indépendante Sister Pictures, a finalement obtenu les droits pour une adaptation en série télévisée. La série, écrite par Naomi Alderman et développée par Katie Carpenter, élargira l'univers déployé dans le roman.